# ژونگ کانگ
زونگ کانگ(چینی: 仲康) چهارمین فرمانروای اسطوره‌ای دودمان شیا و برادر جوانتر تای کانگ بود؛ او در سال جیچوئو(己丑) به تخت بر نشست، وزیر اعظم او کونوو بود. پسرش شیانگ او را رها کرده در شانگ کیو ساکن شn. مدت فرمانروایی او نامعین است.